# Inselhabicht
Der Inselhabicht, auch Bunthabicht, (Tachyspiza hiogaster, Syn.: Accipiter hiogaster) ist ein Greifvogel, der in Indonesien, auf Neuguinea und den Salomonen vorkommt.
Er wurde früher als Unterart (Ssp.) des Weißbrauenhabichts (Tachyspiza novaehollandiae) angesehen und als A. n. hiogaster bezeichnet.
Der Lebensraum umfasst primäre tropische Regenwälder, Sekundärwald, Waldränder, Galeriewald und baumbestandene offene Flächen, auch Parkanlagen meist bis 500, gelegentlich bis 1480, selten bis 1600 m Höhe.
Der Artzusatz kommt von altgriechisch ἵος hios, deutsch ‚Rost‘ und altgriechisch γαστήρ gastēr, deutsch ‚Magen‘.

## Merkmale
Die Art ist 30 bis 48 cm groß, wiegt zwischen 175 und 439 g, die Flügelspannweite liegt zwischen 55 und 85 cm, jeweils je nach Unterart. Dieser eher kleine bis mittelgroße Habicht hat relativ kurze, gerundete Flügel, einen kurzen, schwarz gebänderten und gerundeten Schwanz.
Das Männchen hat eine schlicht dunkelgraue Oberseite mit etwas blasserem Kopf und Rumpf, die Flugfedern und der Schwanz sind blasser grau mit mehr oder weniger deutlichen dunklen Schwanzbinden. Die Kehle ist grau, Unterseite und Flügelunterdecken sind weinrot bis rotbraun.
Das Weibchen ist auf der Oberseite brauner grau, an der Kehle weniger deutlich grau, auf der Unterseite gelblicher rotbraun mit blasser Bänderung.
Der Schnabel ist meist schwarz, die Wachshaut goldgelb. Die Iris ist dunkelbraun (T. h. sylvestris), blass orangegelb, orange oder gelb, je nach Unterart. Die Beine sind gelb.
Jungvögel sind braun mit gelbbraunen Federrändern, der Scheitel ist dunkler, die Wangen gestrichelt, der Schwanz angedeutet gebändert. Die Augen sind braun. Die Unterseite ist cremefarben bis gelbbraun mit braun oder rotbraun gestrichelter Brust und Kehle.

## Geografische Variation
Es werden folgende Unterarten anerkannt:
- T. h. sylvestris Wallace, 1864, – Kleine Sundainseln
- T. h. polionotus (Salvadori, 1889), – Tanimbarinseln und Inseln der Bandasee
- T. h. mortyi E. J. O. Hartert, 1925, – Morotai
- T. h. griseogularis (G. R. Gray, 1861), – Halmahera, Ternate, Tidore und Bacan-Inseln
- T. h. obiensis (E. J. O. Hartert, 1903), – Obi-Inseln
- T. h. hiogaster (S. Müller, 1841), Nominatform, – südliche Molukken
- T. h. pallidiceps (Salvadori, 1879), – Buru
- T. h. albiventris (Salvadori, 1876), – Tayandu und Kei-Inseln
- T. h. leucosomus (Sharpe, 1874), – Neuguinea
- T. h. misoriensis (Salvadori, 1876), – Biak
- T. h. pallidimas Mayr, 1940, – D’Entrecasteaux-Inseln
- T. h. misulae Mayr, 1940, – Louisiade-Archipel
- T. h. lavongai Mayr, 1945, – Tabar-Inseln, Lavongai und New Ireland Province
- T. h. matthiae Mayr, 1945, – St.-Matthias-Inseln
- T. h. manusi Mayr, 1945, – Admiralitätsinseln
- T. h. dampieri (Gurney, 1882), – Umboi und Neubritannien
- T. h. lihirensis Stresemann, 1933, – Lihir-Inseln und Tanga-Inseln
- T. h. bougainvillei (Rothschild & E. J. O. Hartert, 1905), – Bougainville und Shortland-Inseln
- T. h. rufoschistaceus (Rothschild & E. J. O. Hartert, 1902), – Choiseul, Santa Isabel und Nggela
- T. h. rubianae (Rothschild & E. J. O. Hartert, 1905), – mittlere Salomonen
- T. h. malaitae Mayr, 1931, – Malaita
- T. h. pulchellus (E. P. Ramsay, 1882), – Guadalcanal

## Stimme
Der Ruf wird als Folge hoher leiser "kik"-artiger Laute beschrieben.

## Lebensweise
Die Nahrung besteht aus kleinen Säugetieren, kleinen Vögeln, Echsen, Schlangen, Froschlurchen und großen Insekten.
Die Brutzeit liegt wohl zwischen Mai und Dezember, hauptsächlich im Juli und August in Neuguinea. Das Nest besteht aus Zweigen und grünen Blättern mit einem Durchmesser von etwa 60 cm in einer Astgaben oder auf einem Seitenast eines großen, oft auch blattlosen Baumes in bis zu 25–30 m Höhe über dem Erdboden. Das Gelege besteht aus 2–3 Eiern, die über mindestens 30 Tage bebrütet werden.

## Gefährdungssituation
Die Art gilt als nicht gefährdet (Least Concern).